# Campo Chulavista
Campo Chulavista är en ort i Mexiko.   Den ligger i kommunen Culiacán och delstaten Sinaloa, i den västra delen av landet, 1 000 km nordväst om huvudstaden Mexico City. Campo Chulavista ligger 18 meter över havet och antalet invånare är 130.
Terrängen runt Campo Chulavista är platt. Runt Campo Chulavista är det ganska tätbefolkat, med 155 invånare per kvadratkilometer. Närmaste större samhälle är Culiacán, 14,9 km norr om Campo Chulavista. Trakten runt Campo Chulavista består till största delen av jordbruksmark.